# Chidi Odiah
Chukwudi "Chidi" Odiah (Port Harcourt, Nigéria, 1983. december 17.) nigériai labdarúgó, aki jelenleg a CSZKA Moszkvában játszik hátvédként.

## Pályafutása
Odiah 1998-ban kezdte profi pályafutását az akkor még Eagle Cement néven ismert Dolphins FC-nél. Két év múlva leigazolta a Julius Berger, majd szinte azonnal lecsapott rá a moldáv Sheriff Tiraspol. 2004-ben innen került a CSZKA Moszkvához, ahol azóta 145 bajnokin lépett pályára és öt gólt szerzett.

## Válogatott
Odiah 2005 óta tagja a nigériai válogatottnak. 2008. október 11-én, Sierra Leone ellen szerezte első és máig egyetlen gólját a nemzeti csapatban. Részt vett a 2006-os és a 2010-es afrikai nemzetek kupáján. Behívót kapott a 2010-es világbajnokságra is.

## Külső hivatkozások
- Válogatottbeli statisztikái[halott link]

## Fordítás
- Ez a szócikk részben vagy egészben  a   Chidi Odiah című angol Wikipédia-szócikk fordításán alapul.  Az eredeti cikk szerkesztőit annak laptörténete sorolja fel. Ez a jelzés csupán a megfogalmazás eredetét és a szerzői jogokat jelzi, nem szolgál a cikkben szereplő információk forrásmegjelöléseként.